# Cyril Michie
Cyril Michie (20 augustus 1900 - Hampstead 1966) was een Indiaas hockeyer. 
Michie won in 1936 met de Indiase ploeg de olympische gouden medaille.

## Resultaten
- 1936  Olympische Zomerspelen in Berlijn